# 荒川村 (富山県)
荒川村（あらかわむら）は、かつて富山県西礪波郡にあった村。現在の小矢部市東部の荒川地区にあたる。
尊名は、合併した地域が往時より黒石川（乱馬川）、中川、坂井川等の諸川が度々氾濫し土地を荒らすので、その地域状態からとられた。

## 沿革
- 1889年（明治22年）4月1日 - 町村制の施行により、礪波郡芹川村の区域の一部、宇治新村の区域の一部、坂又村の区域の一部、田川村の区域の一部、石王丸村、岡村及び地崎村の区域をもって、礪波郡荒川村が発足する。当時の村役場は小学校近くの大字芹川村233番地の日光善太郎の前座敷3室を借りていた[3]。
- 1891年（明治24年） - 小学校庭に建てられた校舎の南隅に役場を移転[3]。
- 1896年（明治29年）
  - 3月29日 - 郡制の施行のため、礪波郡が分割して、西礪波郡が発足により、西礪波郡に所属となる。
  - 6月 - 石動町大字坂又の一部を編入[4]。
- 1913年（大正2年） - 小学校庭の南側に建てられた校舎の南隅へ役場を移転[3]。
- 1927年（昭和2年） - 小学校の校庭東側に新校舎が建てられたので、同校舎の東隅（大字芹川村字北浦108番地）へ移転[3]
- 1953年（昭和28年）9月10日 - 西礪波郡石動町、宮島村、子撫村、南谷村、埴生村、正得村、松沢村及び荒川村が合併して、西礪波郡石動町が発足する。旧村役場は石動町役場荒川支所となり、間もなく出張所となり、1956年（昭和31年）5月には連絡所、1962年（昭和37年）の小矢部市役所荒川支所を経て、1963年（昭和38年）5月をもって廃止された[3]。

## 歴代村長
出典→
1. 中山三郎（1889年5月25日 - 1893年5月24日〔満期〕、1893年5月27日 - 1897年5月26日〔満期〕）
2. 居林七兵衛（1897年9月15日 - 1901年9月14日〔満期〕）
3. 中村清七（1901年9月19日 - 1902年6月14日〔辞職〕、1903年2月26日 - 1907年2月25日、〔満期〕）
4. 町田成朔（1907年7月8日 - 1909年7月8日〔辞職〕）
5. 中村清七（1907年7月8日 - 1909年7月8日〔辞職〕）
6. 高橋彦吉（1909年7月31日 - 1913年7月30日〔満期〕、1913年8月6日 - 1916年6月11日〔辞職〕）
7. 藤村石造（1916年6月28日 - 1918年2月28日〔辞職〕）
8. 中村清七（1918年5月23日 - 1922年5月22日〔満期〕）
9. 高橋彦吉（1922年6月19日 - 1923年9月29日〔辞職〕、1924年12月26日 - 1928年12月25日〔満期〕、1928年12月26日 - 1932年12月25日〔満期〕、1932年12月26日 - 1936年12月25日〔満期〕、1936年12月26日 - 1937年4月13日〔辞職〕）
10. 中山太巳次（1937年4月21日 - 1941年4月20日〔満期〕、1941年4月22日 - 1945年4月20日〔満期〕）
11. 渋谷喜作（1945年5月2日 - 1946年11月29日〔辞職〕）
12. 日光清次（1947年4月5日 - 1951年4月4日〔満期〕、1951年4月24日 - 1953年9月9日〔石動町合併による退代〕）